# Aljaksej Kulbakow
Aljaksej Kulbakow (hviderussisk: Аляксей Кульбакоў tr. Aljaksej Kulbakow ; russisk: Алексей Николаевич Кульбаков tr. Aleksej Nikolajevitj Kulbakov) (født 27. december 1979) er en hviderussisk fodbolddommer fra Homel. Han har dømt internationalt under det internationale fodboldforbund FIFA siden 2005, hvor han er indrangeret som kategori 1-dommer.

## Kampe med danske hold
- Den 17. september 2009: Gruppespil i UEFA Europa League 2009-10: CFR Cluj – FC København 2-0.
- Den 30. november 2011: Gruppespil i Europa League 2011/12: Vorskla Poltava – FC København.